# Äquivalenttemperatur
Die Äquivalenttemperatur {\displaystyle T_{e}} ist die Temperatur der ursprünglich feuchten Luft, die erreicht wird, wenn der gesamte in ihr enthaltene Wasserdampf bei konstantem Druck  (d. h. isobar) vollständig kondensiert und die dabei freiwerdende Wärmeenergie (Kondensationsenthalpie) ausschließlich zur Erhöhung der Lufttemperatur verwendet wird:
{\displaystyle T_{e}=T+{\frac {L_{v}}{c_{p}+x\cdot c_{w}}}\cdot x}
mit
- der Temperatur {\displaystyle T} der Luft in Kelvin
- der spezifischen Verdampfungsenthalpie (bzw. Kondensationsenthalpie) {\displaystyle L_{v}} von Wasser. Dieser Wert ist temperaturabhängig und beträgt bei 25 °C etwa 2,5 · 106 J/kg
- der spezifischen isobaren Wärmekapazität {\displaystyle c_{p}\approx } 1005 J/(kg · K) von trockener Luft
- der spezifischen Wärmekapazität {\displaystyle c_{w}\approx } 4180 J/(kg · K) von Wasser
- dem Mischungsverhältnis {\displaystyle x}, d. h. dem Massenanteil des Wassers im Verhältnis zur Masse der trockenen Luft (hier einzusetzen in g/kg).

## Potentielle Äquivalenttemperatur
Die potentielle Äquivalenttemperatur {\displaystyle \Theta _{e}} oder auch äquivalentpotentielle Temperatur ist so definiert, dass die Luft anschließend noch trockenadiabatisch vom Druck {\displaystyle p_{0}}, der dem Niveau von {\displaystyle T_{e}} entspricht, auf 1000 hPa Druck gebracht wird:
{\displaystyle {\Theta }_{e}=T_{e}\cdot \left({\frac {1000}{p_{0}}}\right)^{\frac {R_{d}}{c_{p}}}}
mit
- der Angabe für {\displaystyle p_{0}} in hPa
- der individuellen Gaskonstante {\displaystyle R_{d}=287,05{\frac {J}{kg\cdot K}}} von trockener Luft
- der spezifischen Wärmekapazität {\displaystyle c_{p}} trockener Luft bei konstantem Druck (vgl. oben).

Die potentielle Äquivalenttemperatur ist ein Maß für die lokal in der Atmosphäre gespeicherte Energie.
Sie ist von der Pseudopotentiellen Temperatur zu unterscheiden, bei der nicht die Bedingung konstanten Drucks besteht.